# Бюканън (окръг, Мисури)
Вижте пояснителната страница за други значения на Бюканън.
Окръг Бюканън (на английски: Buchanan County) е окръг в щата Мисури, Съединени американски щати. Площта му е 1075 km², а населението - 89 408 души (2008). Административен център е град Сейнт Джоузеф.